# Røst
Røst è un comune della contea di Nordland, in Norvegia, oltre il Circolo polare artico al largo dell'estremità sudoccidentale dell'arcipelago delle Isole Lofoten.
Il comune è stato costituito nel 1928 scorporandolo dal comune di Værøy ed è il più piccolo comune della Norvegia per estensione e il terzo più piccolo per numero di abitanti. La sede amministrativa del comune è nel villaggio di Røstlandet sull'isola omonima che con una superficie di 3,6 km² è la più grande dell'arcipelago composto da 304 tra isole, isolotti e scogli.

## Geografia
L'isola di Røstlandet è molto pianeggiante, l'altitudine massima è 11 m s.l.m. ma alcuni degli isolotti nella parte sudoccidentale dell'arcipelago sono più impervi, l'altitudine massima è il monte Storfjellet (259 m s.l.m.).
Il clima è fresco d'estate e la corrente nord-atlantica fa sì che d'inverno la temperatura sia relativamente mite. La temperatura media rilevata in gennaio al faro di Skomvær è pari a +1.1 °C.
L'attività economica dell'isola è collegata alla pesca, soprattutto del merluzzo, ed alla produzione dello stoccafisso.

## Ambiente
L'arcipelago è classificato come Important Bird and Biodiversity Area sulle isole vi sono infatti importanti colonie di uccelli marini, milioni di esemplari nidificano soprattutto sulle isole di Vedøy, Storfjellet, Ellefsnyken, Trenyken e Hernyken. L'arcipelago ospita la più grande colonia europea di pulcinella di mare (Fratercula arctica) che negli anni ha subito una drastica riduzione dovuta alla diminuzione delle aringhe (Clupea harengus) e la principale colonia norvegese di uccello delle tempeste codaforcuta (Oceanodroma leucorhoa).
Tra le altre specie nidificanti vi sono l'uccello delle tempeste europee (Hydrobates pelagicus), la gazza marina (Alca torda), il marangone dal ciuffo (Phalacrocorax aristotelis), l'uria comune (Uria aalge), il fulmaro (Fulmarus glacialis) e il gabbiano tridattilo (Rissa tridactyla).

## Storia

### La storia di Pietro Querini
A Røst trovò rifugio nel 1432, in seguito ad un naufragio, il nobile veneziano Pietro Querini.
Nel 1932, in occasione dei 500 anni dall'avvenimento, gli abitanti di Røst hanno eretto sull'isola di Sandøy, con il sostegno e alla presenza dell'allora Ambasciatore d'Italia conte Alberto de Marsanich, un monumento per recuperare e custodire la memoria di Pietro Querini e dei suoi uomini.
Basata sulla storia del viaggio di Querini, è stata rappresentata a Røst per la prima volta nel 2012 l'opera lirica "Querini" con la partecipazione di cantanti accreditati in Norvegia accompagnati dagli abitanti del luogo. La rappresentazione è stata molto seguita a livello nazionale ed internazionale e ha dato il via alla "Querinifest", una manifestazione che si ripete tutti gli anni nel primo week end di agosto
Røst fa parte del progetto internazionale della "Via Querinissima" che ripercorre il viaggio di ritorno del Querini in Italia. L'obiettivo del progetto è favorire lo sviluppo di una collaborazione nei settori del turismo, dell'economia, della tutela dell'ambiente e della cultura.

## Cultura
L'isola ospita il Comitato della Società Dante Alighieri più settentrionale del mondo..
Nel 2017 è stato istituito il Parco Letterario Pietro Querini grazie all'interessamento dell'allora Ambasciatore d'Italia Giorgio Novello.

## Amministrazione

### Gemellaggi
Il comune di Røst è gemellato con la cittadina vicentina di Sandrigo, alla quale è stato dedicato anche un isolotto: l'isola di Sandrigo. Il gemellaggio è dovuto al fatto che dall'isola di Røst proviene la stragrande maggioranza dello stoccafisso col quale nel vicentino viene cucinato il baccalà alla vicentina, piatto tradizionale della cucina veneta. Inoltre, a Sandrigo una piazza è stata dedicata a Røst.